# Genaro Estrada

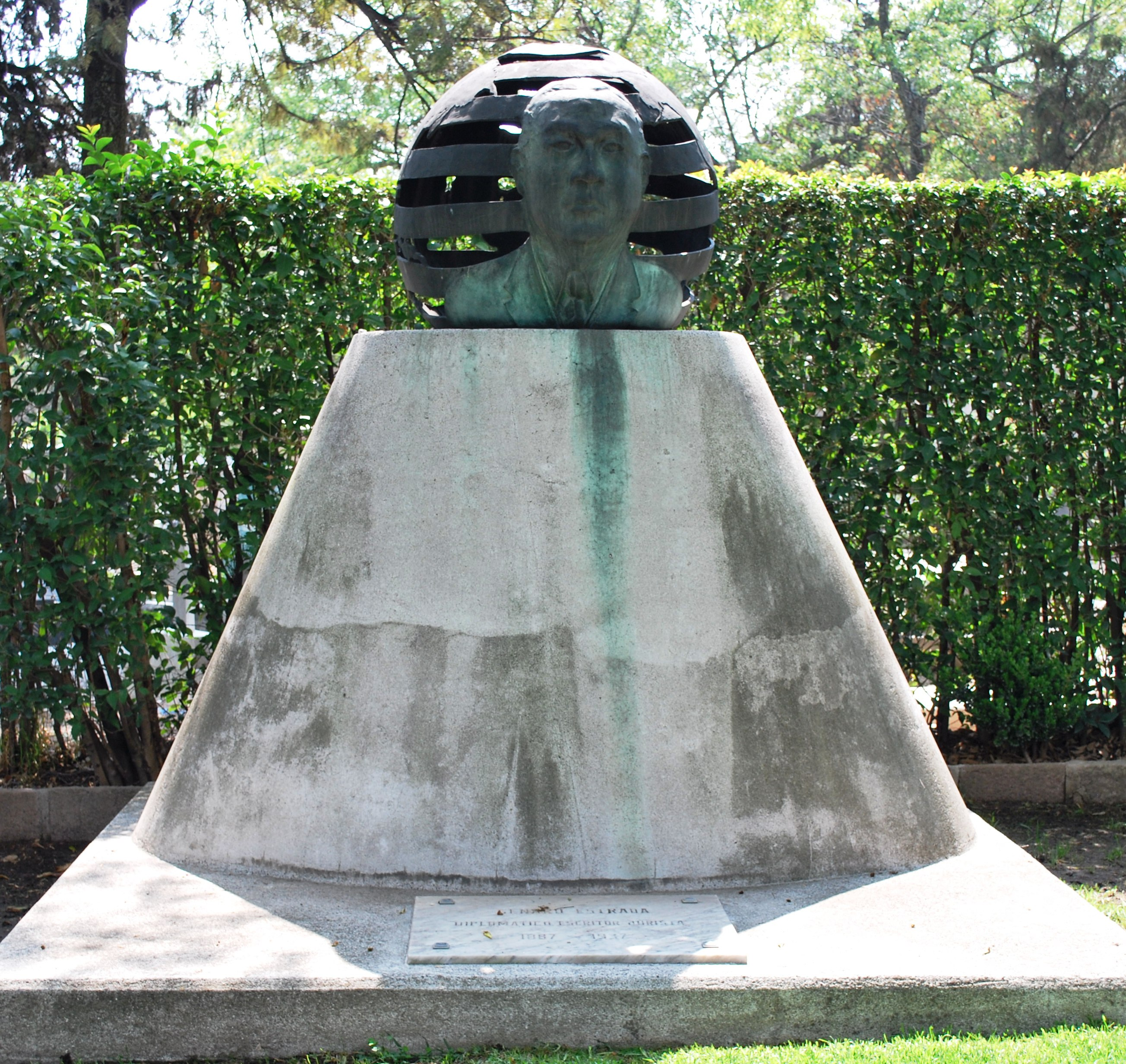
graf van Genaro Estrada

Genaro Estrada Félix (Mazatlán, 2 juni 1887 - Mexico-Stad, 29 september 1937) was een Mexicaans politicus, journalist en diplomaat.
Estrada studeerde in Culiacán. Aanvankelijk werkte hij als journalist, maar later verhuisde hij naar Mexico-Stad op diplomaat te worden. In 1920 werd hij de Mexicaanse ambassadeur in Italië. Vier jaar later keerde hij terug om hoofd te worden van de faculteit der filosofie en letteren van de Nationale Universiteit. In 1927 benoemde president Plutarco Elías Calles hem tot minister van buitenlandse zaken. In 1930, toen hij de Mexicaanse vertegenwoordiger was bij de Volkenbond, formuleerde hij de Estradadoctrine, waarin Mexico zich erop toelegde elke buitenlandse regering te erkennen, ongeacht de wijze waarop deze aan de macht was gekomen. Deze doctrine zou tot 2000 de hoeksteen vormen van de Mexicaanse buitenlandse politiek.
Na zijn periode als minister was Estrada nog ambassadeur in Spanje, Portugal en Turkije. Hij overleed in 1937.
- Bibliothèque nationale de France: cb11990300j (data)
- Gemeinsame Normdatei: 130263478
- International Standard Name Identifier: 0000 0000 8388 514X
- Library of Congress Control Number: n81068916
- Nationale Bibliotheek van Israël: 987007276759605171
- Nederlandse Thesaurus van Auteursnamen: 067692176
- SNAC: w6md07gq
- Système universitaire de documentation: 027974480
- Virtual International Authority File: 64014519
- WorldCat: E39PBJtGWR7v4mDpJtYdJ3gtKd